# Parapachygone longifolia
Parapachygone longifolia là một loài thực vật có hoa trong họ Biển bức cát. Loài này được (F.M. Bailey) Forman mô tả khoa học đầu tiên năm 2007.